# Menhirs de la Mancellière
Les menhirs de la Mancellière sont situés à La Bouëxière dans le département français d'Ille-et-Vilaine.

## Description
Le site se compose d'un alignement au centre avec de part et d'autre un groupe de blocs au sud et deux autres groupes distincts au nord. Le caractère boisé du site ne permet pas une vision d'ensemble, d'où une interprétation incertaine.
L'alignement s'étire sur près de 750 m de longueur sur un dénivelé de 30 m. Il est composé de 23 blocs en grès quartziteux ou en quartz blanc de tailles très diverses, allant de quelques dizaines de centimètres à plus de deux mètres. L'ensemble suit un axe nord-est. Au sein de l'alignement, les distances entre les blocs sont totalement irrégulières (de 17 m à plus de 100 m).
Le groupe de menhirs situés au sud de cet alignement comporte 12 blocs, dont deux de taille imposante mentionnés par P. Bézier en 1883. Autour de ces deux menhirs, on peut observer un premier ensemble de 8 blocs épars de taille beaucoup plus modeste et plus au sud, un second ensemble de deux blocs du même type.
Enfin, au nord de l'alignement principal, il existe deux groupes distincts. Un premier groupe de deux petits blocs à proximité immédiate de l'alignement et un second groupe, beaucoup plus distant, de trois monolithes orientés nord-sud, qui constitue un petit alignement à part entière.

## Folklore
Selon une légende, la nuit de Noël, à minuit sonnant, le plus grand des menhirs se déplace pour aller boire à la Veuvre puis revient à sa place. Dans une variante de cette légende, le menhir n'accomplit ce parcours que tous les cent ans.